# Peninsula-Medaille (Braunschweig)
Die Peninsula-Medaille, auch „Ehrenmedaille für die Feldzüge in Spanien und Portugal“ genannt, wurde am 30. Oktober 1824 von Herzog Carl II. von Braunschweig gestiftet und konnte an alle Soldaten verliehen werden, die in englisch-braunschweigischen Diensten auf der Iberischen Halbinsel (Peninsula) in den Jahren 1810 bis 1814 gegen die Franzosen gekämpft hatten. Die Ausgezeichneten gehörten einem Husaren- und Infanterieregiment an.
Für Offiziere aus Silber, ansonsten aus Bronze, zeigt die Medaille auf der Vorderseite einen von Kriegstrophäen umgebenen Schild. Darauf die Initiale des Stifters C (Carl). Rückseitig die Inschrift PENINSULA umgeben von einem Eichenzweig links und einem Lorbeerzweig rechts.
Getragen wurde die Auszeichnung an einem karmesinroten Band auf der linken Brust.

## Gedenkmedaille Peninsula 1909
Zum hundertjährigen Bestehen des Braunschweigischen Husaren-Regiments Nr. 17 im Jahr 1909 wurde von Johann Albrecht von Mecklenburg eine Gedenkmedaille mit der rückseitigen Aufschrift PENINSULA unter einem Totenkopf mit zwei gekreuzten Knochen oberhalb der Jahreszahl 1809–1909 gestiftet. Das Regiment wurde auch als „Totenkopf-Husaren“ bezeichnet, was auf die Kopfbedeckung bezogen war, die mit einem Totenkopf mit gekreuzten Knochen versehen war. Die runde Medaille war aus Bronze. Die Vorderseite zeigte mittig das nach links gewendete Porträt Herzog Friedrich Wilhelms von Braunschweig mit einer umlaufenden Inschrift FRIEDRICH – WILHELM – HERZOG – ZU – BRAUNSCHWEIG und unterhalb des Porträts einen Stern mit fünf Zacken.